# Église Saint-Charles de Serin
Pour les articles homonymes, voir Église Saint-Charles.
L'église Saint-Charles de Serin est une église située dans le 4e arrondissement de Lyon, place de Serin.

## Histoire
L'église, construite de 1874 à 1882 par l’architecte Louis Bresson et consacrée en 1883 est détruite puis rebâtie après la construction du tunnel de la Croix-Rousse en 1952 par l'architecte Louis Mortamet en béton armé.

## Première église
La première église Saint-Charles a été construire par l'architecte Louis-Antoine-Maurice Bresson puis consacrée par le cardinal Caverot en 1883. L'ouverture du tunnel de la Croix-Rousse nécessite sa destruction en 1951.
De style roman, elle a remplacé une église provisoire sur un terrain donné par la famille Soulier.
Elle comportait deux chapelles, celle de la Sainte Vierge (à gauche du chœur) et celle dédiée à Saint-Joseph (à droite). Le chœur lui-même était éclairé par trois vitraux à doubles registres. Dans le transept se trouvaient deux immenses verrière à trois compartiments, contenant chacune seize médaillons.
Cinq éléments de l'ancienne église ont été conservés dans la nouvelle : deux autels avec statue, un ensemble de Joseph-Hugues Fabisch et l'autre de Étienne Pagny, ainsi qu'un Christ mort.

Éléments de l'ancienne église
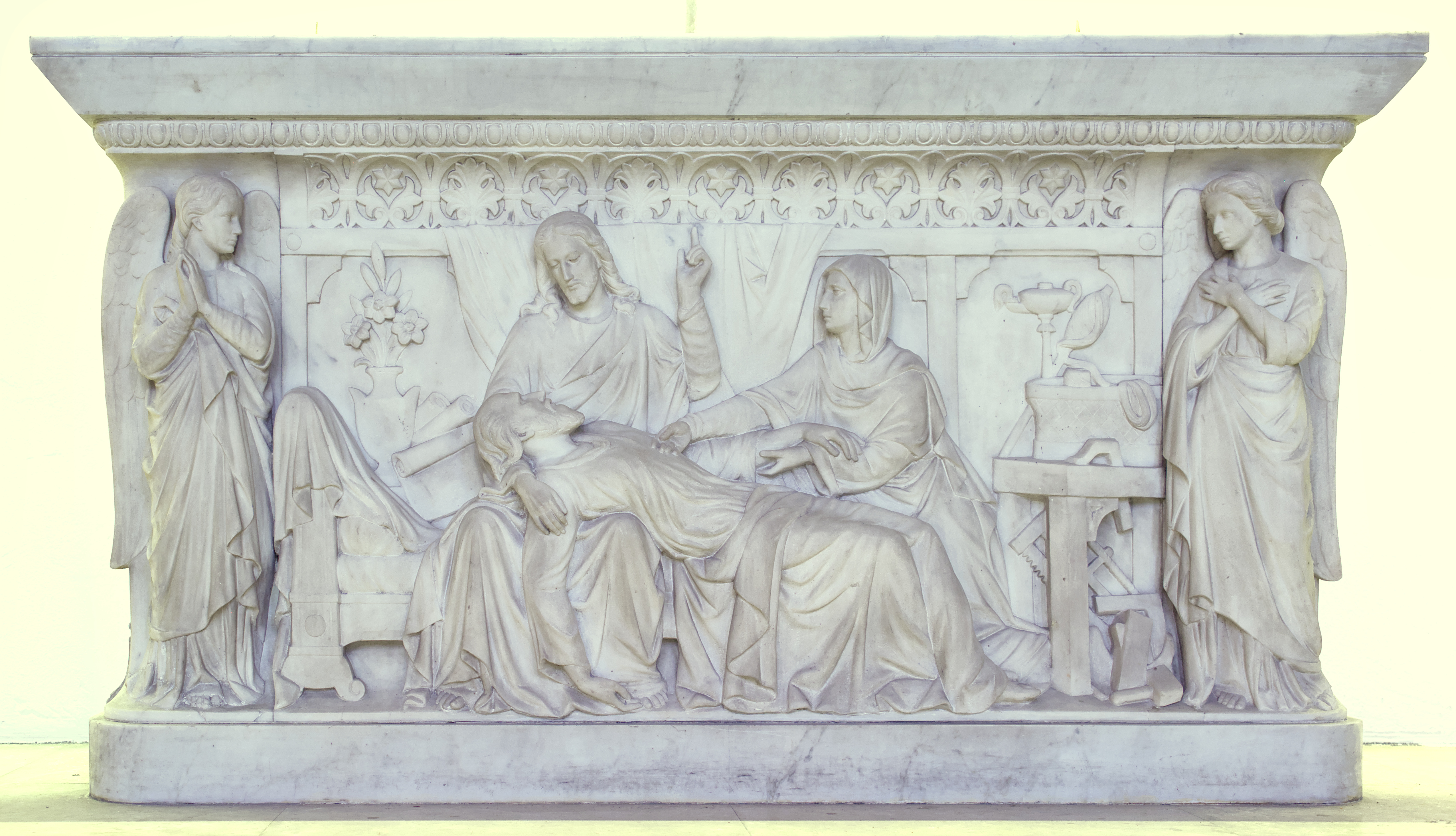
Autel La Mort de saint Joseph
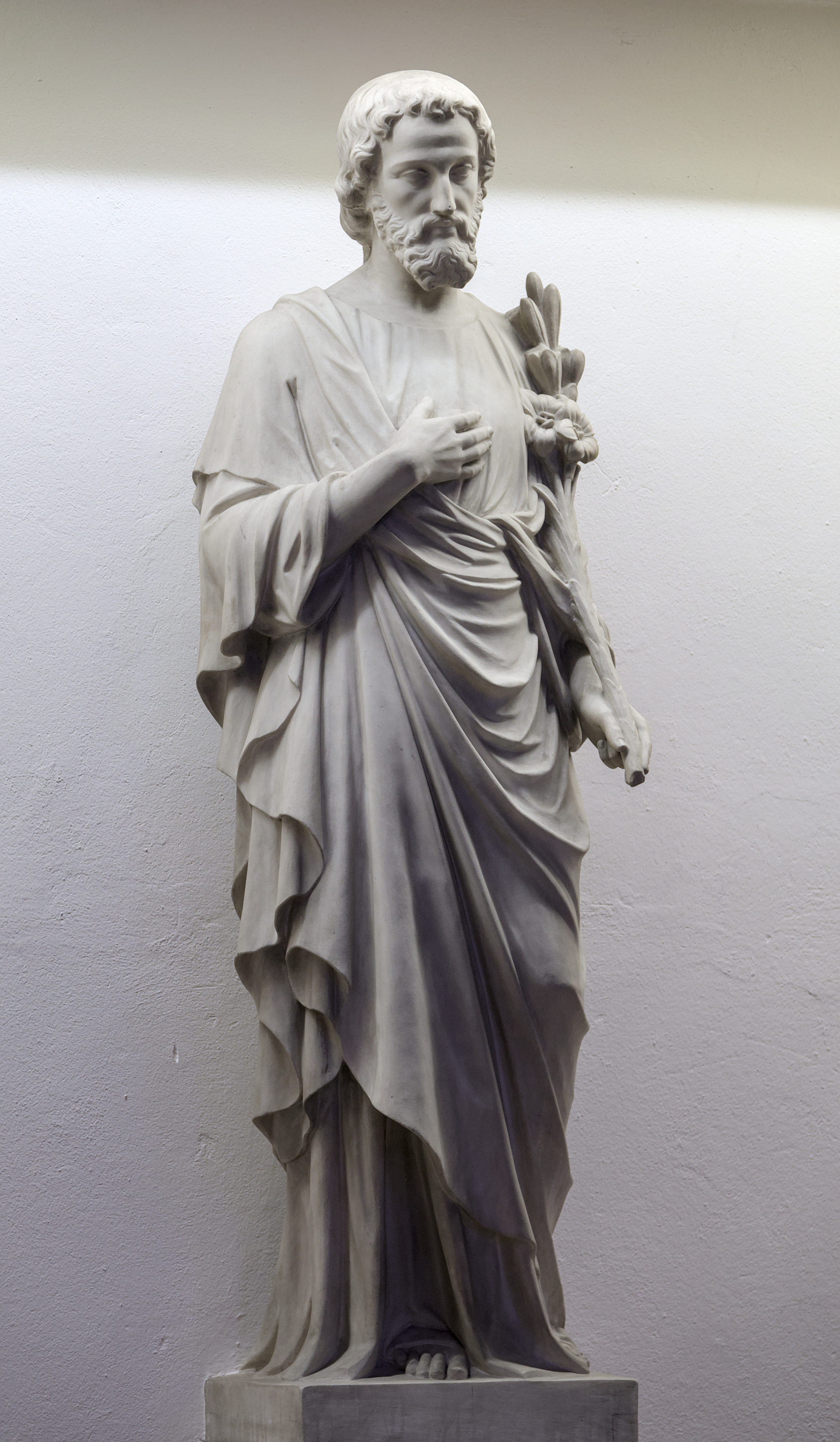
Statue de saint Joseph
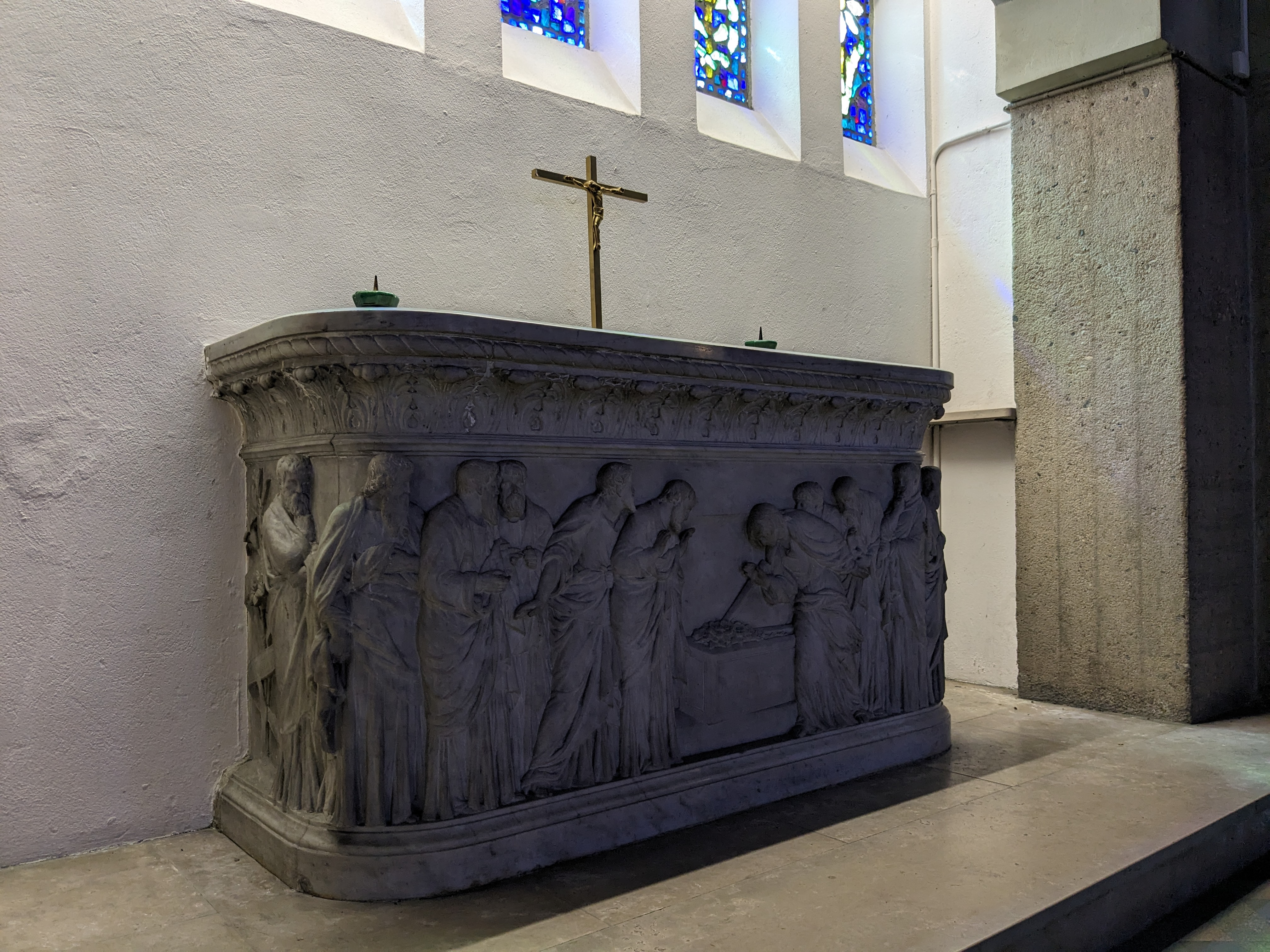
Autel La Visite des apôtres
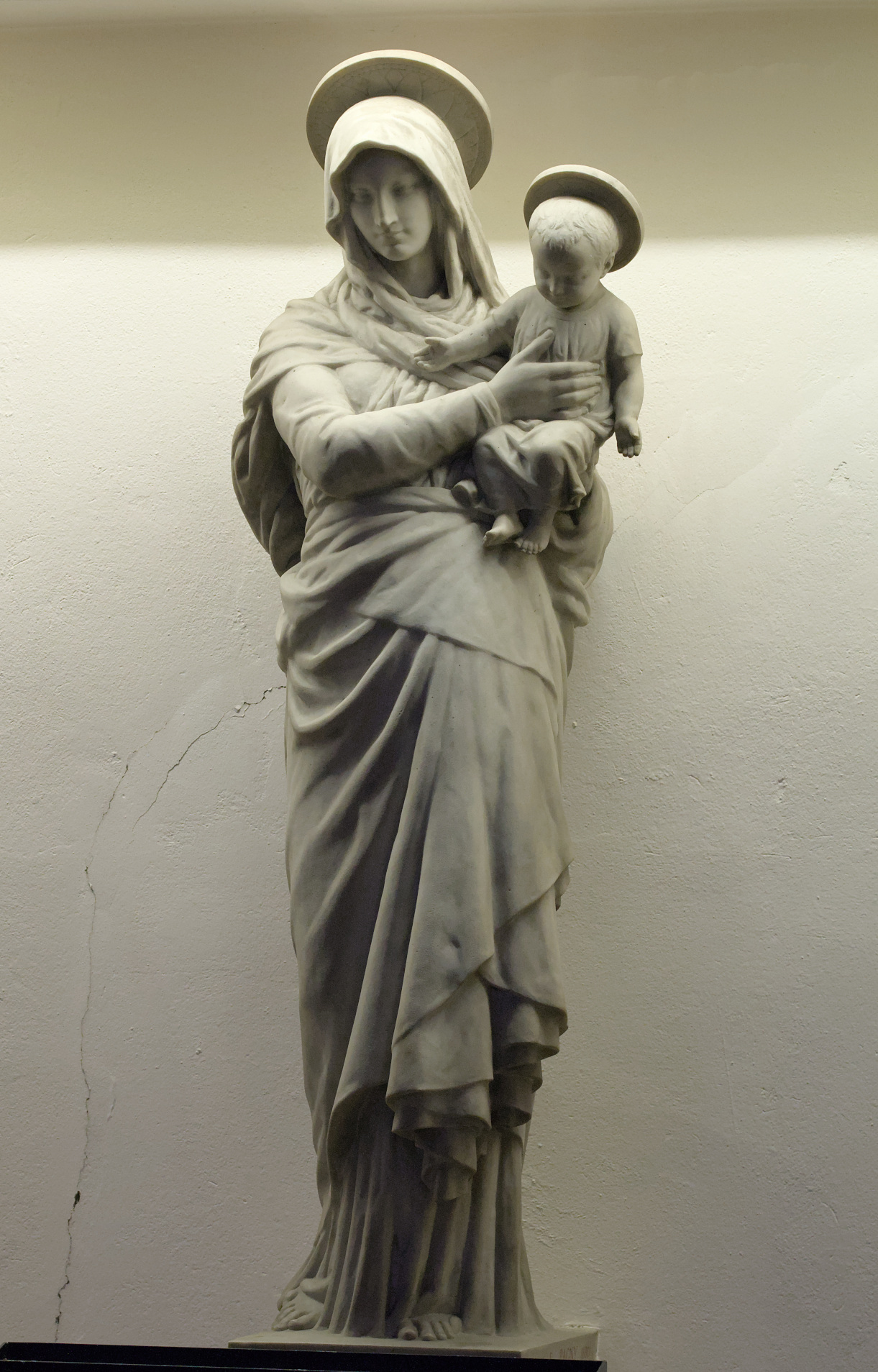
Vierge à l'Enfant
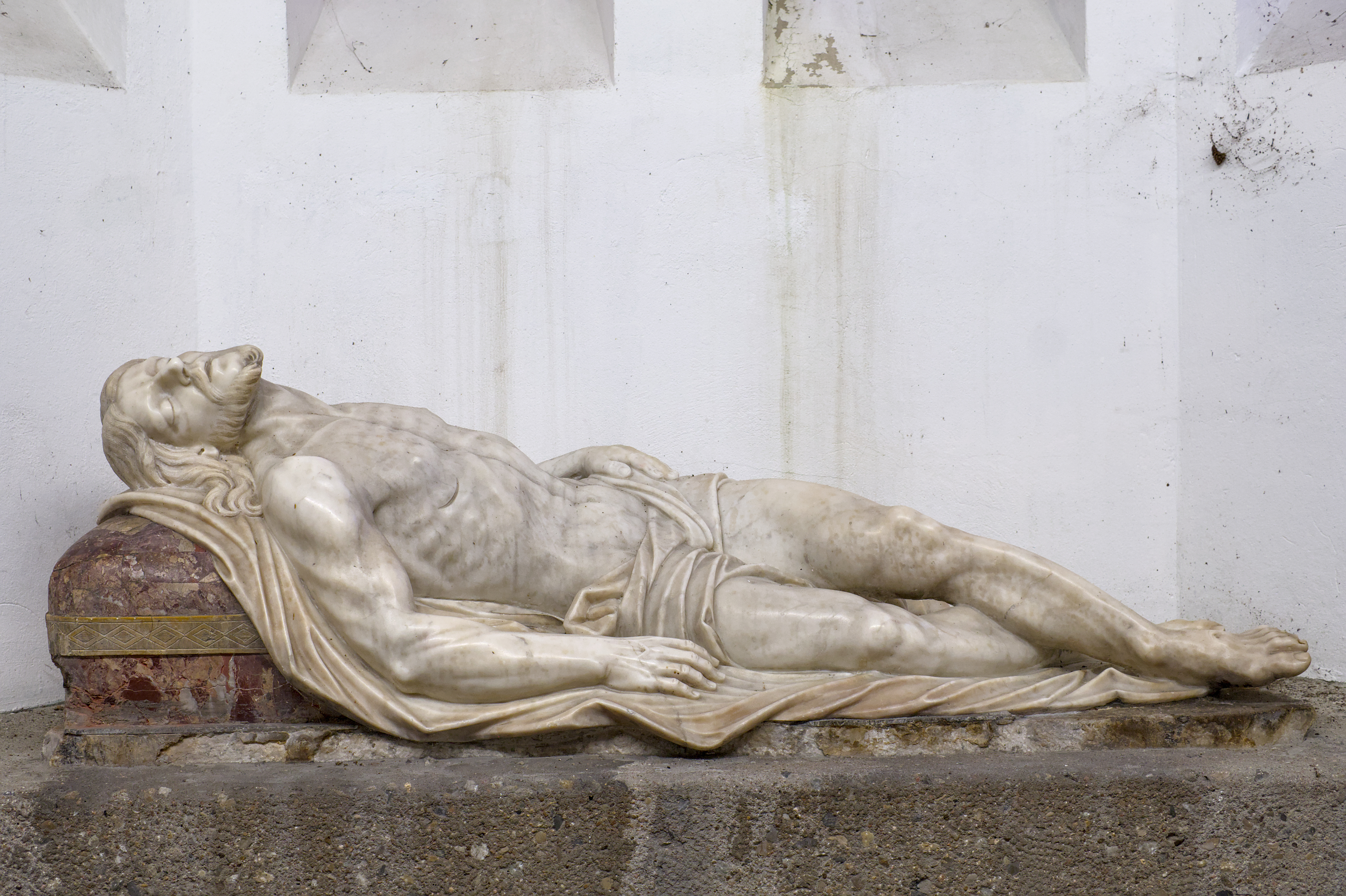
Christ mort

## Nouvelle église

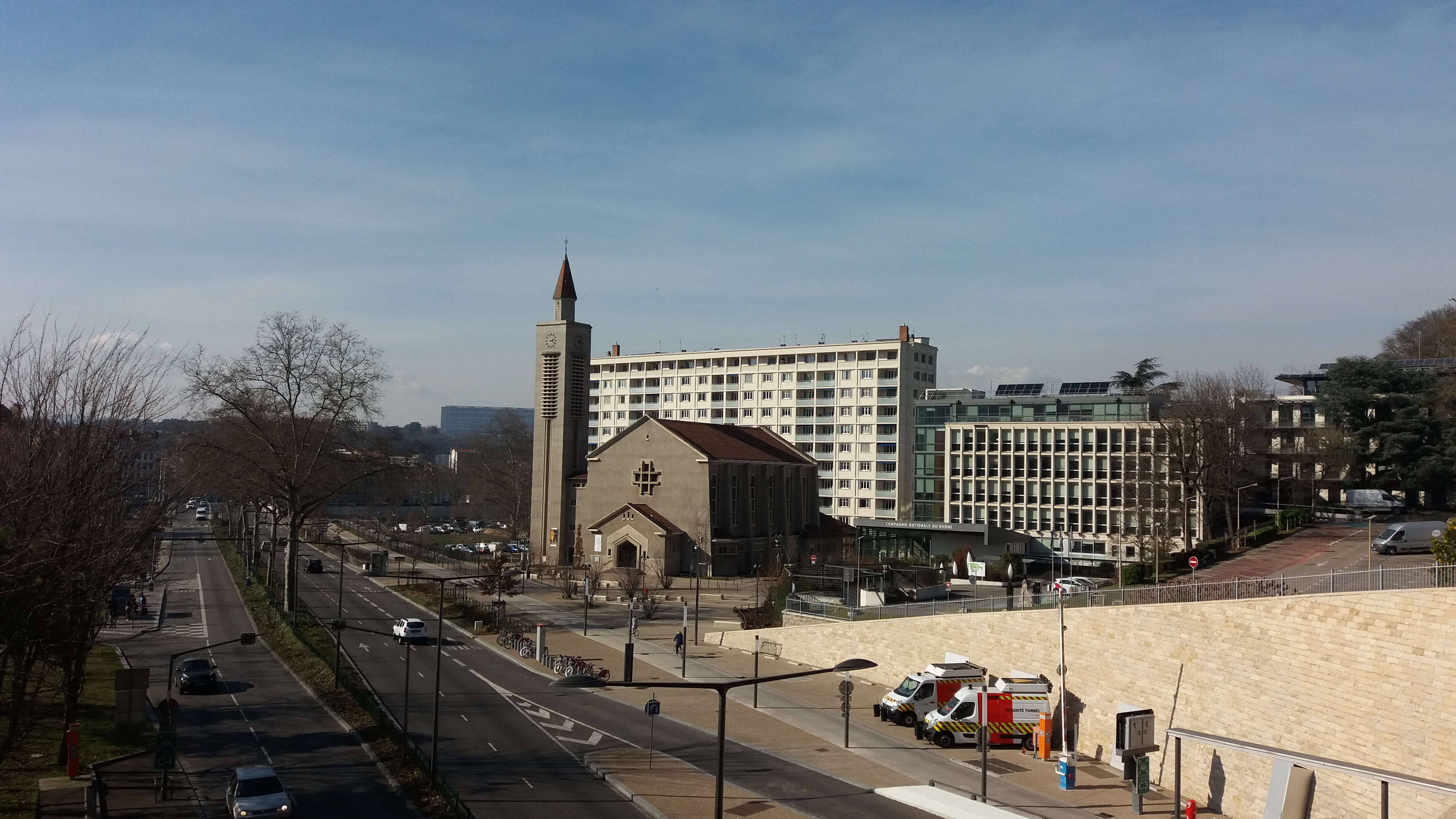

La construction de la nouvelle église, collaboration de l'architecte Louis Mortamet et de l'ingénieur Rérolle, commence en février 1951. Elle s'ouvre en février 1952.